# Edward Douglass White, Sr.
Edward Douglass White, född 3 mars 1795 i nuvarande Maury County i  Tennessee, död 18 april 1847 i New Orleans i Louisiana, var en amerikansk politiker. Han var ledamot av USA:s representanthus 1829–1834 samt 1839–1843 och Louisianas guvernör 1835–1839. Han var först nationalrepublikan och gick sedan med i Whigpartiet. Han var far till chefsdomaren i USA:s högsta domstol Edward Douglass White.
White studerade juridik och inledde sin karriär som advokat i Donaldsonville i Louisiana. År 1825 flyttade han till New Orleans för att arbeta som domare. I kongressvalet 1828 blev han invald i representanthuset. White omvaldes två gånger och år 1834 avgick han efter att ha vunnit guvernörsvalet. White efterträdde 1835 André B. Roman som guvernör och efterträddes 1839 av företrädaren Roman. Därefter efterträdde White Henry Johnson i representanthuset och efterträddes 1843 av John Slidell. Katoliken White avled 1847 och gravsattes på St. Joseph's Catholic Cemetery i Thibodaux.